# マンデラの名もなき看守
『マンデラの名もなき看守』（原題：Goodbye Bafana）は、2007年の映画。

## 概要
南アフリカ政府の刑務官であったジェイムズ・グレゴリーの手記『さようなら、バファナ』(Goodbye Bafana)が原作で、ビレ・アウグスト監督によって映画化された。バファナとは主人公グレゴリーの幼なじみであった近所のコサ人の子どもの名前。
1968年から1990年にかけての南アフリカが舞台となっている。映画化にあたって、ネルソン・マンデラの承諾を得たことが、強調されている。

## ストーリー
ジェームズ・グレゴリーは南アフリカの刑務官だった。コサ語を理解できるということで、終身刑を受けたネルソン・マンデラを監視するという任務に就き、1968年に刑務所のあるロベン島に赴任することとなる。妻グロリアは夫の昇進が近いということで、大感激であった。最初、マンデラを死刑にすることが当然と考えていたグレゴリーは、独房で実際にマンデラと出会い、その威厳ある態度に接することにより徐々に考え方を変え始める。マンデラの息子の死に、グレゴリー自らコサ語でお悔やみを言って、お互いに友好的な会話が成り立つ。マンデラは、アフリカ民族会議の『自由憲章』(The Freedom Charter)の意義を、正々堂々、グレゴリーに説く。だがグレゴリーは釈放間近のアフリカ民族会議の戦士へのコサ語の『秘密指令』を上司に報告してしまう。その戦士は釈放後に泳がされて連絡先に到着し、南アフリカ国軍の襲撃で戦死したことを知ったグレゴリーは罪悪感にさいなまれる。
1975年、マンデラ夫婦に便宜を図ったことが新聞報道されて、職場や地域の白人コミュニティーで孤立したグレゴリーは、退職を願い出たが却下される。南アフリカ当局は彼のマンデラ番としての役割を重視していたため、グレゴリーは、マンデラの移送先のボルスムーア刑務所にてマンデラ番としての『任務』に復帰する。1980年代になるとアパルトヘイト体制批判の世論もあり、孤立していた南アフリカ当局はネルソン・マンデラに対する待遇を変え始める。1983年5月30日、南アフリカ国軍司令部前での爆弾が炸裂し、一般市民に犠牲が出る。グレゴリーはマンデラやシスルらANC元幹部らを集め、彼らを非難する。『テロ』をやめさせるための指導者マンデラの役割に期待する白人も出てくる。グレゴリーの息子ブレントも成長し刑務官となったが、突然不幸に見舞われる。
1988年、マンデラがビクター・バースター刑務所に移り、グレゴリーも転任する。マンデラも刑務所内で広い屋敷が割り当てられるなどの自由を与えられ、アフリカ周辺諸国の高官と会談するまでになる。そして、マンデラ釈放で世界中が注目した1990年2月11日がやってくる。

## 背景
南アフリカのアパルトヘイト体制の下での看守の任務にあたったジェイムズ・グレゴリーの手記の映画化である。黒人の立場から書かれたものではないということで、いろいろ制約がでてくるが、アパルトヘイト体制の末端の当事者である看守による証言は貴重である。
ヨーロッパ系市民の入植開始から、1910年、南アフリカ連邦成立を経て、黒人・有色人種の移動の原則禁止と土地収奪の固定を柱としたアパルトヘイト体制が確立する。黒人の入会地だった土地の大部分が19世紀末には、白人地主の元に分配され、黒人農夫の多くが、白人地主の極悪条件のところで小作人として働くか、出稼ぎに行くことを余儀なくされていた。1952年には、パス法が施行され、南アフリカの大部分の地域で身分証明書なき黒人は投獄されるということが、より日常化されることとなる。金・ダイヤモンドの鉱山の過酷な労働条件の下で働かざるをえなくなる。アフリカ民族会議は、成立の1912年から1960年2月の非合法化まで、非暴力主義に徹していた。
1960年3月21日に起きたシャープビル虐殺事件、69人が死亡し180人以上が負傷する事件が起こるが、抗議活動を抑えるため、3月30日に南アフリカ政府は非常事態宣言を行い、今まで非暴力路線を貫いていたアフリカ民族会議(ANC)を非合法化する。マンデラが、軍事組織『ウムコントウェシスウェ』を組織したが、人命を極力失わないような工場・発電所爆破を作戦の中心にすえていたといわれている。1962年8月5日、マンデラは逮捕される。別件で5年の懲役の判決とは別に、武装グループ組織の件の反逆罪が問われ、パーシー・ユタール検事より死刑が求刑されたが、1964年6月12日、終身刑の判決が確定する。ネルソン・マンデラやウォルター・シスルは、ロベン刑務所に収監される。その4年ぐらい後から、この映画の設定は始まる。なお、ANC の逮捕されていない幹部は亡命し、ザンビアのルサカに本部を置き、南アフリカ国内での軍事作戦の指揮を執る。
パス法により逮捕しようとする警官が黒人に暴力を振るうシーンが出てくる。南アフリカ国軍や警察による黒人への銃撃シーンは出てこず、テレビに出てくるソウェト蜂起の報道があるのみである。実際、南アフリカ国内およびレソトなどの周辺諸国で、南アフリカ国軍の作戦行動で、ANC活動家が殺害され、その周囲にいた民間人が犠牲となっていることが起こっている。映画『遠い夜明け』の最後の回想シーンに出てくるような、子どもが自動小銃で殺されるような事例が、報告されている。その一方で、アフリカ民族会議の軍事組織『ウムコントウェシスウェ』(Umkhonto we Sizwe)によるチャーチストリート爆弾事件(Church Street bombing)の爆破の瞬間のシーンが、この映画に登場する。19人が死に、200人が負傷し、死傷者の中に少なからず民間人がいたという事件である。
なお、主人公であり、原作者でもあるジェイムズ・グレゴリーは、1994年5月10日のネルソン・マンデラ大統領就任式に招待されている。グレゴリーは、2003年に亡くなっている。

## キャスト
| 役名                       | 俳優                 | 日本語吹替 |
| -------------------------- | -------------------- | ---------- |
| ジェイムズ・グレゴリー     | ジョセフ・ファインズ | 山本健翔   |
| グロリア・グレゴリー       | ダイアン・クルーガー | 佐古真弓   |
| ネルソン・マンデラ         | デニス・ヘイスバート | 福田信昭   |
| ピーター・ジョーダン少佐   | パトリック・リスター | 村松康雄   |
| ウィニー・マンデラ         | フェイス・ンドクワナ | 林りんこ   |
| ウォルター・シスル         | レズリー・モンゲジ   |            |
| ジミー・クルーガー法務大臣 | ノーマン・アステイ   |            |